# Ágota Bujdosó
Ágota Bujdosó (Budapeste, 2 de junho de 1943 – 30 de março de 2025) foi uma handebolista húngara, medalhista olímpica.
Ágota Bujdosó fez parte do elenco medalha de bronze, em Montreal 1976.

## Morte
Bujdosó morreu no dia 30 de março de 2025, aos 81 anos.